# Brahim Konstantini

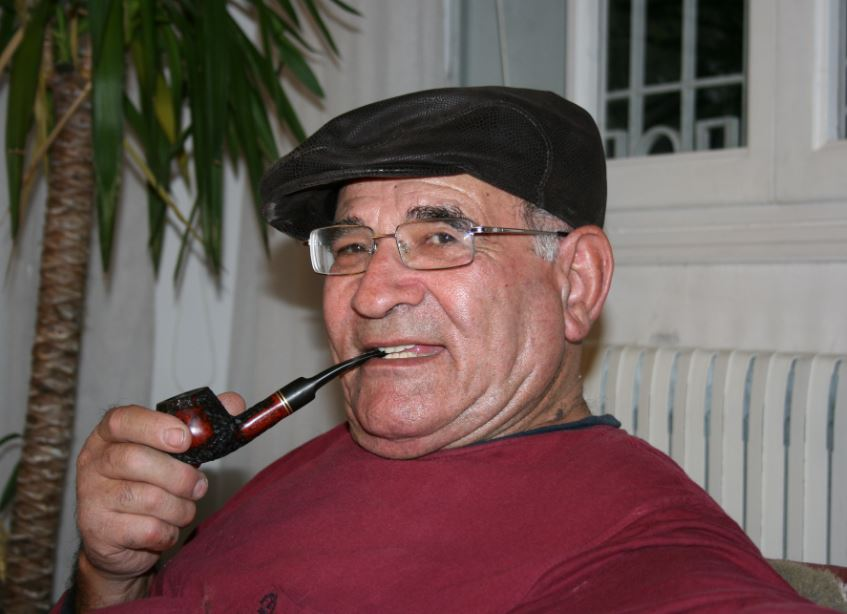
Brahim Konstantini

Brahim Konstantini (* 15. November 1932 in Sfax) ist ein tunesischer Bildhauer und Stahlstecher.

## Leben
Brahim Konstantini besuchte Ende der 50er Jahre die École Nationale Supérieure des Beaux-Arts in Paris.
Nachdem er 1961 aus Paris nach Tunesien zurückgekehrt war, erhielt  Konstantini den Auftrag, die Büste des damaligen tunesischen Präsidenten Habib Bourguiba anzufertigen. Dies war der Beginn des Berufslebens des Künstlers und Schöpfers zahlreicher Skulpturen, Reliefs, Medaillen und Monumente.
1996, machte Khaled Tlatli ein Porträt des Künstlers für den Sender Tunisie 7.
Er arbeitet bis heute in Tunis als selbstständiger Künstler.

## Werke

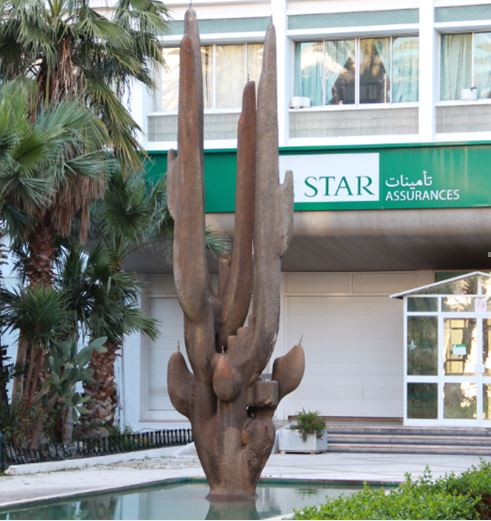
Kalligraphie „STAR“ aus Beton 1965 (10 Meter) in Tunis
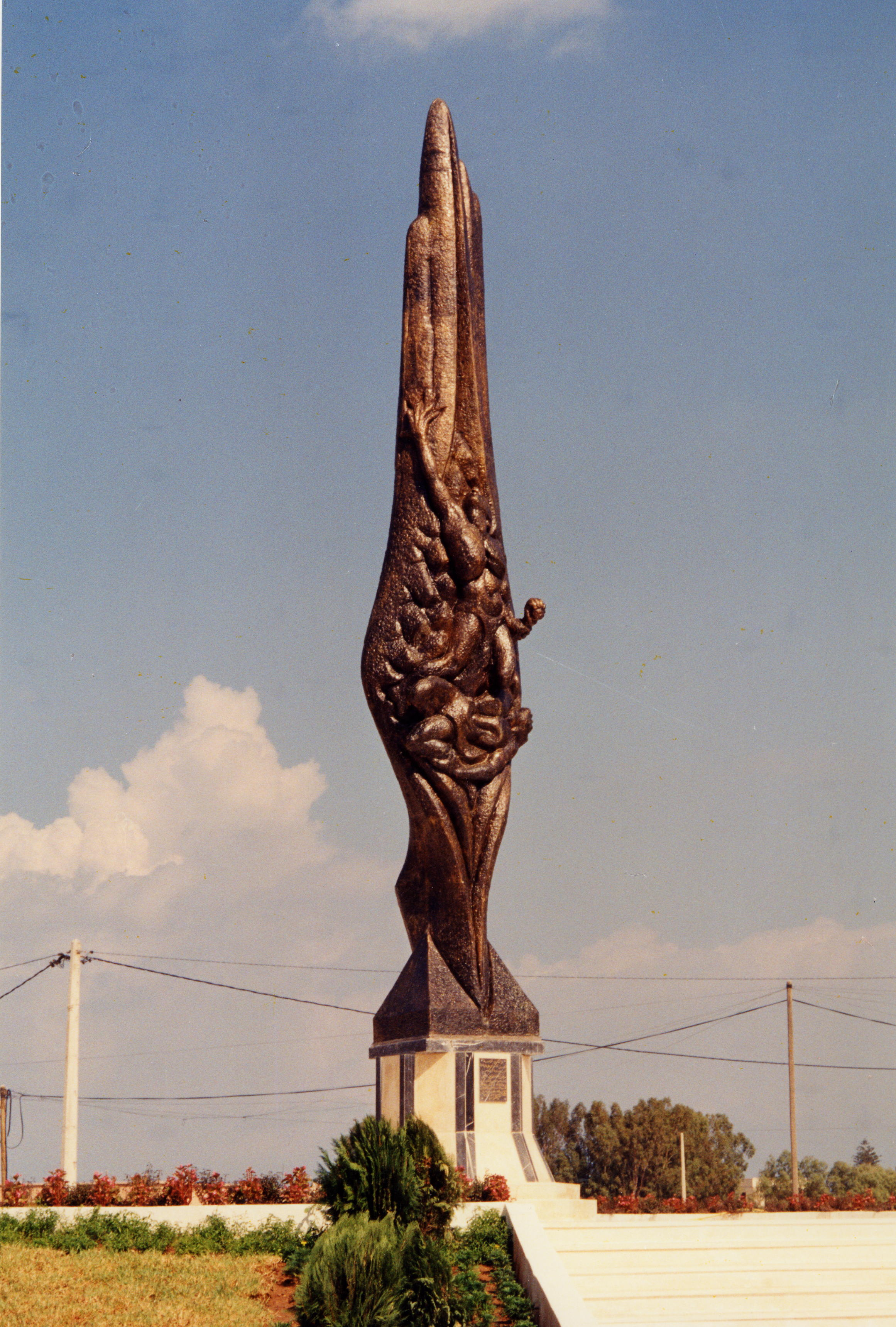
„Die Märtyrer“ aus Bronze 1990 (12 Meter) in Tunis
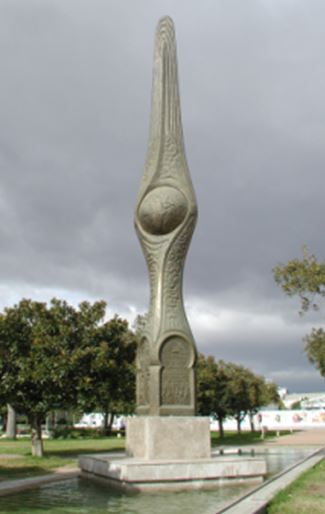
„Menschenrechte“ aus Bronze 1997 (14 Meter) in Tunis
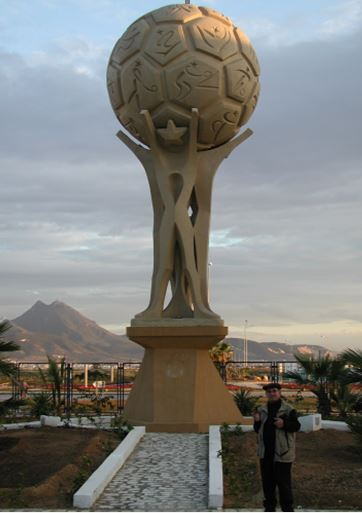
„XIV mediterrane Spiele“ aus Polyester 2001 (10 Meter) in Tunis
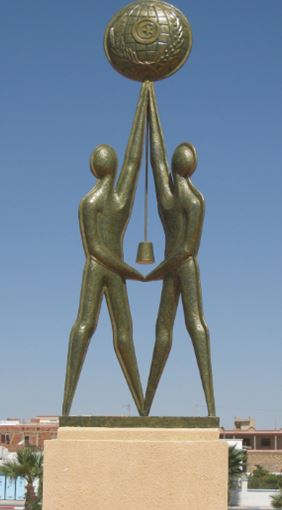
„Weltsolidarität“ aus Polyester 2008 (9 Meter) in Mahres/Tunesien
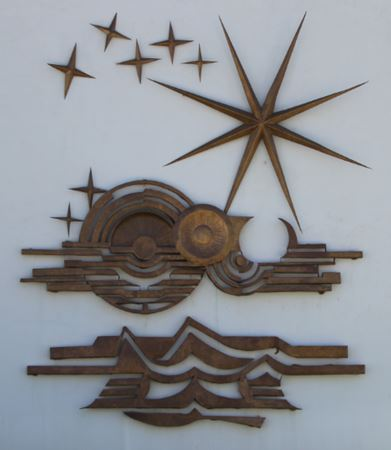
Meteorologisches Institut in Tunis aus gehämmertem Kupfer 1968 (5x7meter) in Tunis
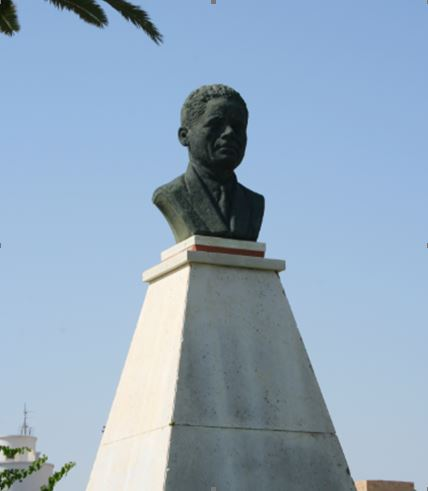
Unabhängigkeitskämpfer und Gewerkschafter Farhat Hached (Bronze 1963) in Sousse